# ОФК Лугомир
ОФК Лугомир је фудбалски клуб из Ракитова у општини Јагодина, Србија и тренутно се такмичи у ЗОНИ ЗАПАД, четвртом такмичарском нивоу српског фудбала. Боја опреме је плава.

## Историја
Фудбалски клуб је основан 1971. године.